# Jaidhof
Jaidhof ist eine Gemeinde mit 1225 Einwohnern (Stand 1. Jänner 2025) im Bezirk Krems-Land in Niederösterreich.

## Geografie
Jaidhof liegt auf der Hochfläche des Waldviertels nordwestlich von Gföhl in Niederösterreich. Die Fläche der Gemeinde umfasst 44,9 Quadratkilometer. 45,16 Prozent der Fläche sind bewaldet.

### Gemeindegliederung
Das Gemeindegebiet umfasst folgende fünf Ortschaften (in Klammern Einwohnerzahl Stand 1. Jänner 2025):
- Eisenbergeramt (242) samt Schmutz
- Eisengraben (288)
- Eisengraberamt (227) samt Gschwendt und Strasser
- Jaidhof (383) samt Drescherhütten und Unter-Jaidhof
- Schiltingeramt (85)

Die Gemeinde besteht aus den Katastralgemeinden Eisenbergeramt, Eisengraben, Eisengraberamt, Jaidhof und Schiltingeramt.

### Nachbargemeinden
|            | Krumau, St. Leonhard |            |
| Rastenfeld | Kompass              |            |
|            | Gföhl                | Langenlois |

## Geschichte
Erstmals urkundlich erwähnt wurde Jaidhof 1381 als Jaedthoff (Jagdhof).
Schloss Jaidhof wurde vermutlich in der Babenbergerzeit errichtet. Der früher burgartige Bau war der Amtssitz der Herrschaft Gföhl. Da das Gebäude im 15. Jahrhundert nicht bewohnt wurde, verfiel es, 1515 wird es als ruinöser Burgstall bezeichnet. Das heutige Schloss entstand in der zweiten Hälfte des 17. Jahrhunderts unter Georg Ludwig Graf Sinzendorf. Seit einer Renovierung im Jahr 1989 wird das Gebäude als Bildungshaus und Jugendlager verwendet.
Laut Adressbuch von Österreich waren im Jahr 1938 in der Ortsgemeinde Jaidhof ein Gastwirt, ein Landesproduktehändler, eine Schneiderin, ein Zimmermeister und mehrere Landwirte ansässig. Weiters bestand ein Elektrizitätswerk.

### Einwohnerentwicklung
| Jaidhof: Einwohnerzahlen von 1869 bis 2025          | Jaidhof: Einwohnerzahlen von 1869 bis 2025 | Jaidhof: Einwohnerzahlen von 1869 bis 2025 | Jaidhof: Einwohnerzahlen von 1869 bis 2025 | Jaidhof: Einwohnerzahlen von 1869 bis 2025 |
| --------------------------------------------------- | ------------------------------------------ | ------------------------------------------ | ------------------------------------------ | ------------------------------------------ |
| Jahr                                                |                                            |                                            |                                            | Einwohner                                  |
| 1869                                                | 1869                                       |                                            | 1.794                                      | 1.794                                      |
| 1880                                                | 1880                                       |                                            | 1.742                                      | 1.742                                      |
| 1890                                                | 1890                                       |                                            | 1.628                                      | 1.628                                      |
| 1900                                                | 1900                                       |                                            | 1.701                                      | 1.701                                      |
| 1910                                                | 1910                                       |                                            | 1.650                                      | 1.650                                      |
| 1923                                                | 1923                                       |                                            | 1.782                                      | 1.782                                      |
| 1934                                                | 1934                                       |                                            | 1.751                                      | 1.751                                      |
| 1939                                                | 1939                                       |                                            | 1.626                                      | 1.626                                      |
| 1951                                                | 1951                                       |                                            | 1.514                                      | 1.514                                      |
| 1961                                                | 1961                                       |                                            | 1.396                                      | 1.396                                      |
| 1971                                                | 1971                                       |                                            | 1.309                                      | 1.309                                      |
| 1981                                                | 1981                                       |                                            | 1.153                                      | 1.153                                      |
| 1991                                                | 1991                                       |                                            | 1.065                                      | 1.065                                      |
| 2001                                                | 2001                                       |                                            | 1.119                                      | 1.119                                      |
| 2011                                                | 2011                                       |                                            | 1.169                                      | 1.169                                      |
| 2021                                                | 2021                                       |                                            | 1.206                                      | 1.206                                      |
| 2025                                                | 2025                                       |                                            | 1.225                                      | 1.225                                      |
| Quelle(n): Statistik Austria, Gebietsstand 1.1.2021 |                                            |                                            |                                            |                                            |

Gab es in den Jahren vor 1991 eine starke Abwanderung, so sind seither Geburtenbilanz und Wanderungsbilanz positiv.

## Kultur und Sehenswürdigkeiten

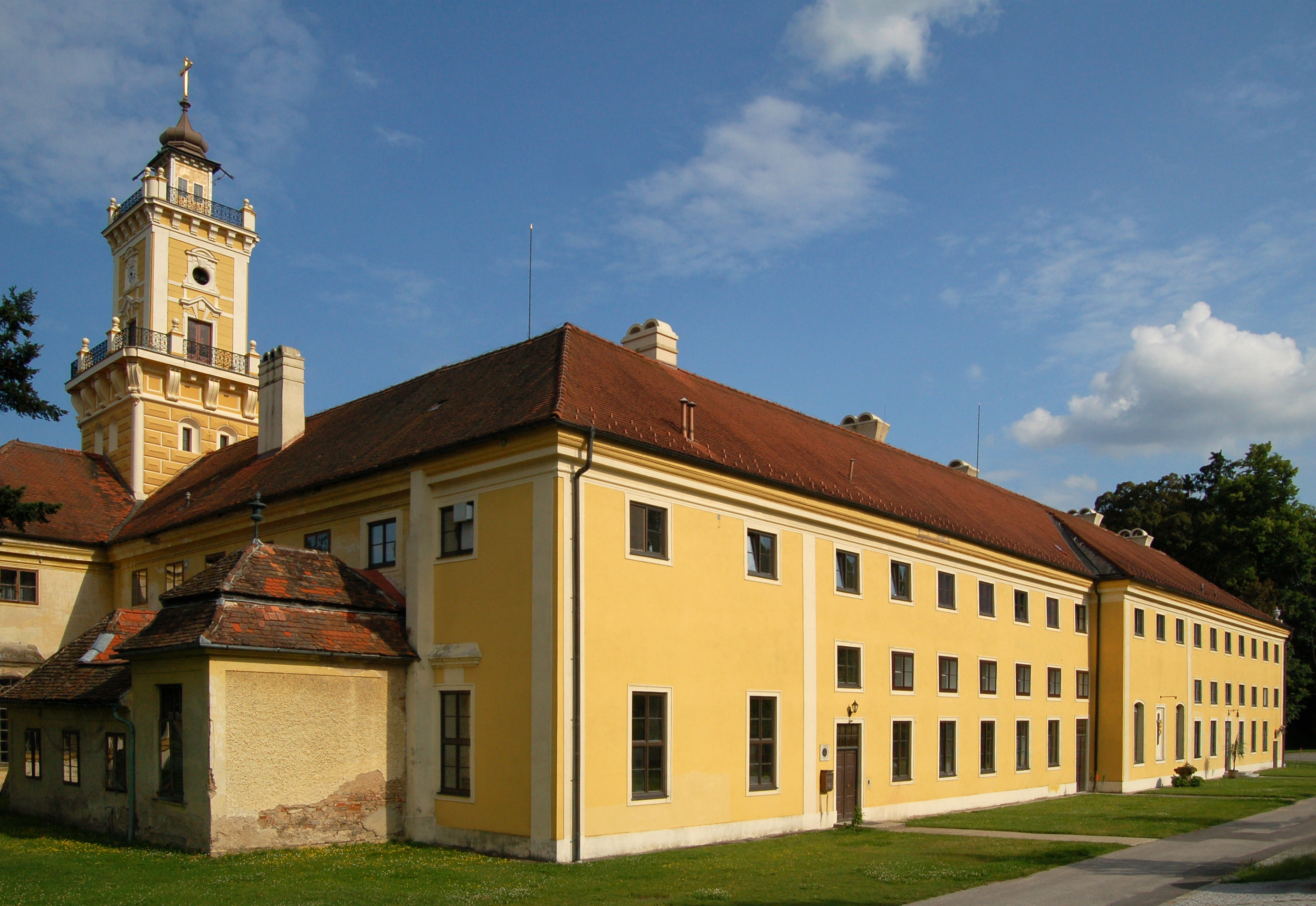
Schloss Jaidhof

Im Schloss Jaidhof befindet sich die Österreich-Zentrale der Priesterbruderschaft St. Pius X.

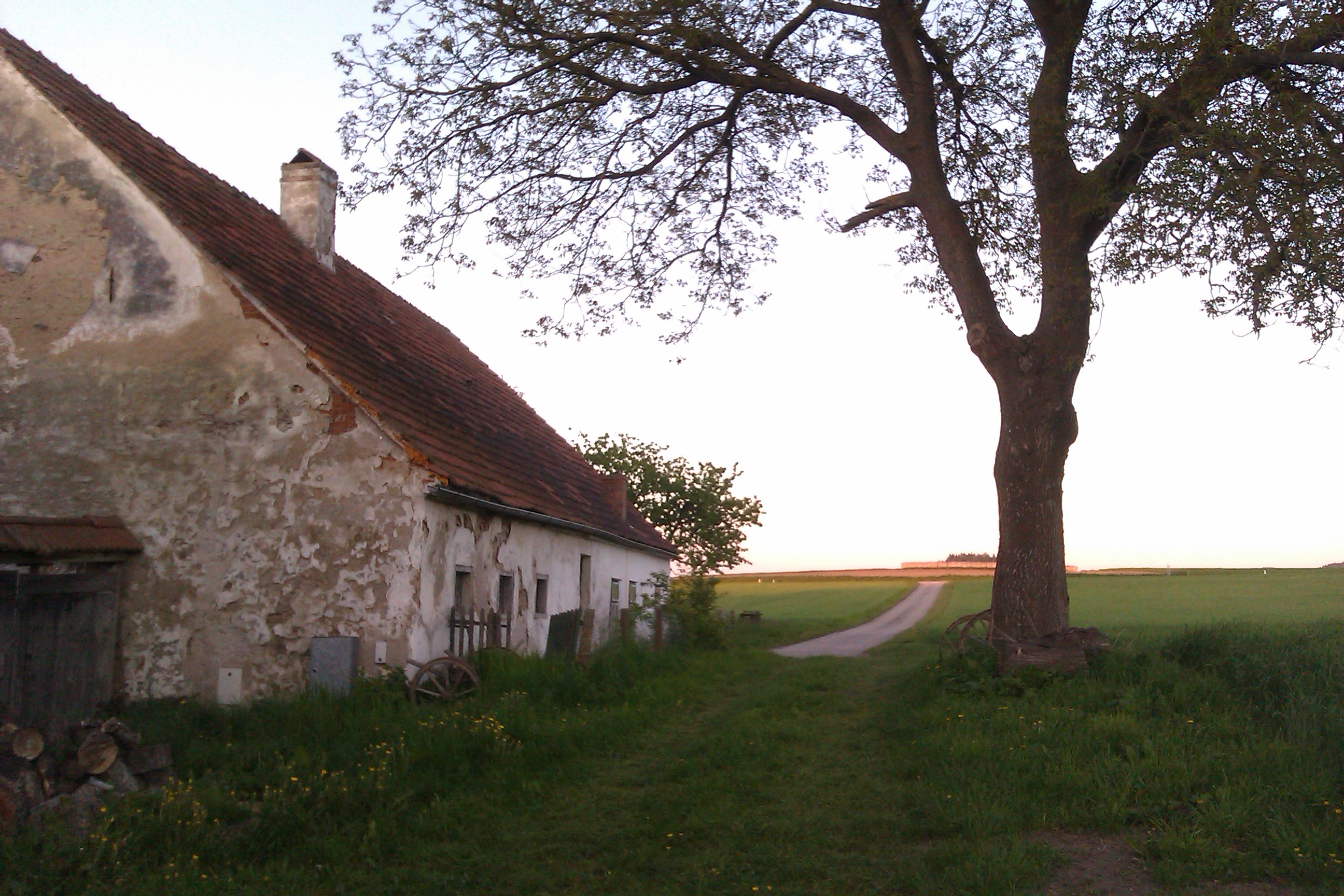
Drehort von Revanche in Eisenbergeramt

Jaidhof bzw. Eisenbergeramt ist der Schauplatz eines großen Teils des Films Revanche von Götz Spielmann.

### Freizeit
Jaidhof entwickelte sich in den letzten Jahren zu einem Snowkite-Zentrum im Osten von Österreich.

## Wirtschaft und Infrastruktur
In der Gemeinde Jaidhof dominiert die Landwirtschaft, sie beschäftigt mehr als hundert Erwerbstätige. Im Produktionssektor und im Dienstleistungssektor sind jeweils knapp achtzig Personen beschäftigt (Stand 2011). In der Gemeinde wohnen mehr als 600 Erwerbstätige, drei Viertel davon pendeln zur Arbeit aus.

### Regionale Zusammenarbeit
Die Gemeinde Jaidhof ist Mitglied der Kleinregion Kampseen.

### Öffentliche Einrichtungen
In Jaidhof befindet sich ein Kindergarten.

## Politik

### Gemeinderat
Im Gemeinderat gibt es bei insgesamt 19 Sitzen nach der Gemeinderatswahl vom 26. Jänner 2025 folgende Mandatsverteilung:
- Liste ÖVP: 13 Mandate
- SPÖ: 3 Mandate
- FPÖ: 3 Mandate

### Bürgermeister
Bürgermeister der Gemeinde ist Franz Aschauer, Amtsleiterin ist Andrea Kainrath.

### Wappen
Der Gemeinde wurde 1991 folgendes Wappen verliehen: In Grün eine aus dem Schildfuß wachsende goldene Zinnenmauer mit zinnenbekröntem Mittelturm und schwarzer Toröffnung, darüber ein springender goldener Hirsch mit achtendigem Geweih, links und rechts oben von je einer goldenen Korngarbe begleitet.